# Tisia esfandiarii
Tisia esfandiarii är en insektsart som beskrevs av Dlabola 1981. Tisia esfandiarii ingår i släktet Tisia och familjen Flatidae. Inga underarter finns listade i Catalogue of Life.